# Glarner Tüechli

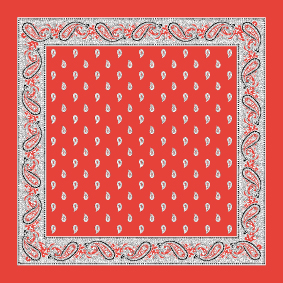
«Glarner Tüechli» im typischen Paisleymuster

Glarner Tüechli sind farbige mit Mustern bedruckte, quadratische Baumwolltücher, die traditionell im Schweizer Kanton Glarus hergestellt werden. Die Grundfarbe ist häufig rot, kann jedoch beliebig sein, die Masse variieren zwischen 50 × 50 cm bis 70 × 70 cm.
In der Regel ist das quadratische Mittelfeld mit Mustern, die traditionell «orientalischen» Ornamenten nachempfunden sind, bedruckt. Das Mittelfeld wird von einer ornamentalen Bordüre eingefasst. Die tropfenförmigen Muster im Mittelfeld und in der Bordüre entsprechen dem Paisleymuster. Die Farben des einzelnen Tuchs beschränken sich in der Regel auf die Grundfarbe, sowie Schwarz, Grau und Weiss für das Dessin.
Genutzt werden sie als modische Accessoires, als Kopftuch (Bandana) und Halstuch, zusammengerollt als Stirnband, als Servietten oder auch als robustes Taschentuch. Das Dessin traditioneller Glarner Tüchli wird inzwischen als Touristensouvenir auf Papierservietten, Porzellan, Hundehalsbändern, Gürtel, Accessoires und Anderem vermarktet.

## Geschichte
Im 17. Jahrhundert brachten Seefahrer farbig bedruckte Stoffe aus Indien nach Europa. Diese «Indiennes» genannten Baumwolldrucke erregten durch ihre lebhaften Muster und ihre Farbenpracht grosses Aufsehen und fanden reissenden Absatz als Kleiderstoffe, Möbelbezüge und Wandbespannungen.
Nach 1678 richtete man in Holland, England und Deutschland Manufakturen ein, welche Baumwollstoffe nach indischer Weise bedruckten. Aus Frankreich geflüchtete Hugenotten leisteten dabei wesentliche Aufbauarbeit. In der Eidgenossenschaft gründeten sie die ersten Zeugdruckereien, 1691 in Genf und 1715 in Neuenburg. Bald entstanden weitere Druckereien im Aargau, in Bern, Basel und Zürich. Im Jahr 1740 in Glarus und danach im Jahr 1765 in Islikon.
Nach 1750 gelangte der Zeugdruck in Frankreich zu grosser Blüte und im 19. Jahrhundert entwickelten sich England, der Kanton Glarus sowie die Region Mühlhausen zu den bedeutendsten Zentren des Stoffdrucks in Europa.
Der zeitaufwendige Handdruck mit Holzmodeln blieb bis weit ins 19. Jahrhundert hinein vorherrschend. Erfinderische Köpfe bemühten sich aber seit 1780 mit zunehmendem Erfolg um eine produktionssteigernde Mechanisierung des Druckvorgangs. Ebenso bedeutungsvoll wirkte sich nach 1860 der Siegeszug chemischer Farbstoffe aus. Gleichzeitig nahm der maschinelle Textildruck in vielen Ländern einen mächtigen Aufschwung, und allmählich verdrängte er den alten Handdruck mit Modeln vollständig.
Der einzigartige Aufschwung der Glarner Textilindustrie setzte nach 1815 ein. Im Glarner Unter- und Mittelland nahmen zahlreiche grössere und kleinere Stoffdruckereien den Betrieb auf. Nach 1822 liessen sich an der Linth und ihren Zuflüssen über 20 Spinnereien und Webereien nieder.
Glarner Handelsgesellschaften und die Fabrikanten selber sorgten für den weltweiten Vertrieb der Zeugdrucke. Sie erschlossen immer wieder neue Absatzgebiete, indem sie regelrecht Marktforschung betrieben und ihre Artikel sorgfältig den Kundenwünschen anpassten. Diese Entwicklung erreichte um 1865 ihren Höhepunkt. Von den rund 35000 Einwohnern des Kantons Glarus arbeiteten 6250 in den 22 Zeugdruckereien, wobei Frauen, Töchter und Knaben über die Hälfte der Arbeitskräfte stellten. Hauptsächlich von Hand bedruckten sie in einem Jahr rund 48 Millionen Meter Stoff. Glarus nahm damals unter den Schweizer Kantonen in der Zeugdruckerei die erste, in der Weissweberei die zweite und in der Baumwollspinnerei die dritte Stelle ein. Diese einseitige industrielle Entwicklung zeitigte bald schon nachteilige Folgen, zumal die Druckerei ganz auf den Export angewiesen und damit krisenanfällig waren.

## Hersteller
Einer der ältesten, noch bestehenden Hersteller ist die Firma F. Blumer in Niederurnen. Viele Händler lassen jedoch auch in Ostasien produzieren.